# Torneio de xadrez de Bilbao

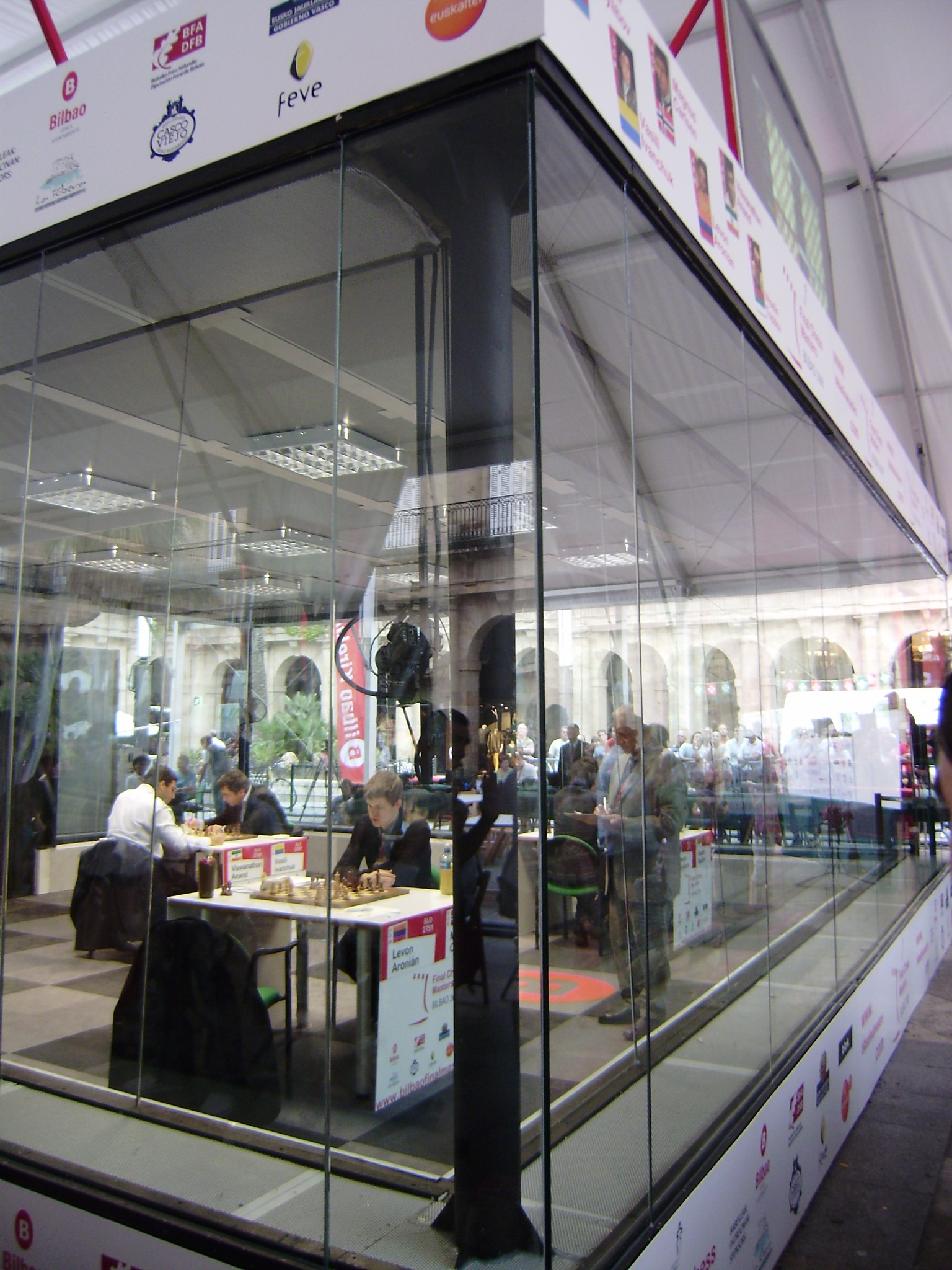
Bilbao Chess Masters Final 2008. Estrutura de vidro na Plaza Nueva, Bilbao.

O Torneio de xadrez de Bilbao (Bilbao Chess Masters Final, anteriormente chamado de Grand Slam Chess Final) é um torneio anual que entre 2008 e 2012 reuniu os mais fortes grandes mestres. A associação organizadora, a Grand Slam Associação de Xadrez (GSCA), foi extinta, em 2012, devido ao desaparecimento dos anfitriões do Grand Slam e por problemas de agendamento, mas o torneio de Bilbao continuou como um evento que convida os melhores jogadores.

## Formato e local
O torneio é no formato double round robin e conta com 6 participantes. O torneio usa as regras do Sofia Chess Rules, que proibe empates antes de 30 movimentos, e o escore é dado da seguinte forma: vitória soma 3 pontos; empate soma 1 e a derrota não acrescenta pontos ao jogador.
O torneio tradicionalmente é realizado em Bilbao, na Espanha. Em 2011 e 2012 o evento foi realizado com uma etapa em São Paulo. Uma caixa de vidro (sala) à prova de som e com ar condicionado foi construída e permitia que os espectadores acompanhassem as partidas do lado de fora.

## Torneios

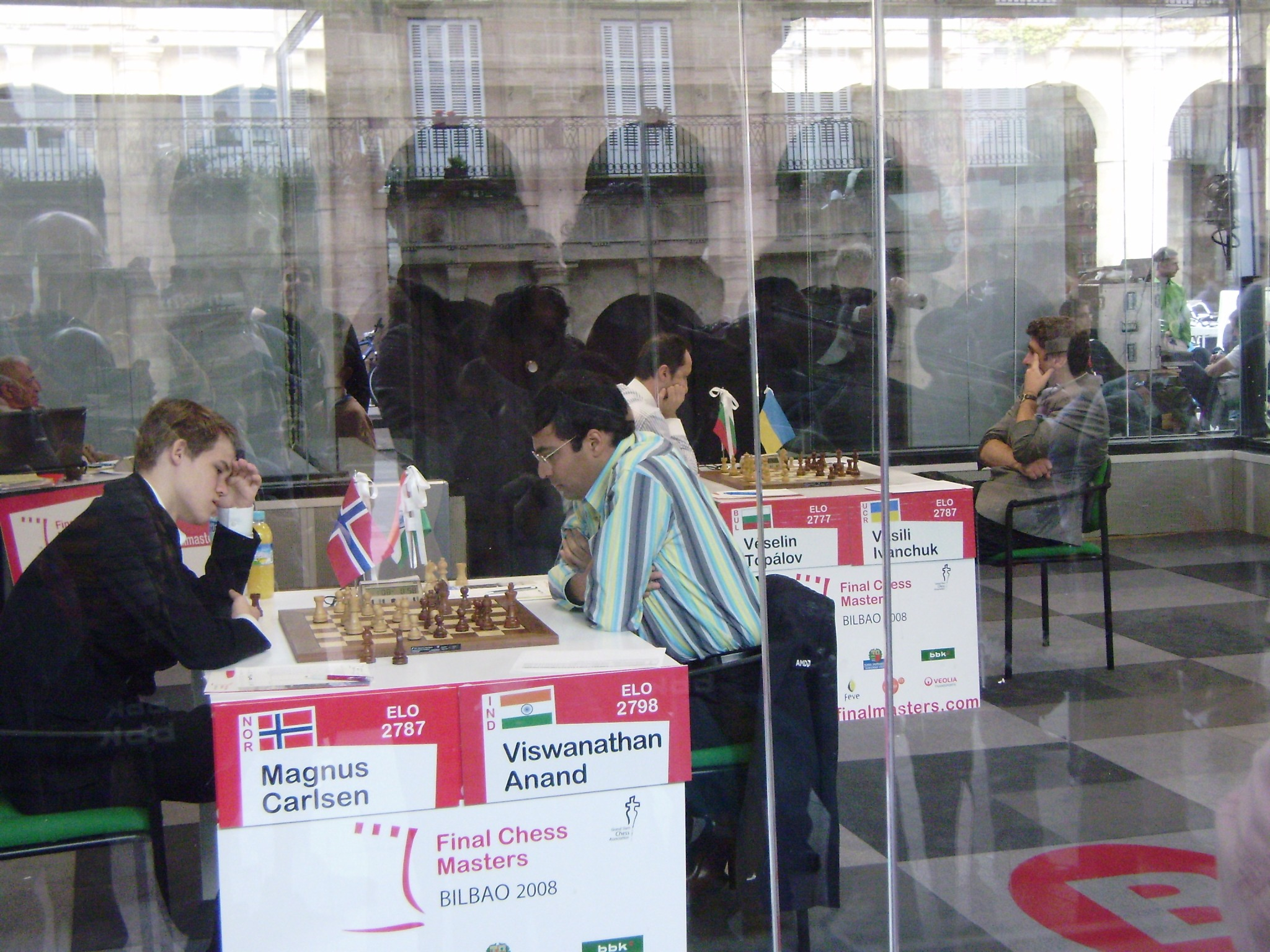
Carlsen jogando contra Anand, em Bilbao (2008).

### Primeiro Grand Slam Masters Final (2008)
Vencido convincentemente por Topalov.
|   | Jogador                 | FIDE Rating | 1   | 2   | 3   | 4   | 5   | 6   | Pontos |
| - | ----------------------- | ----------- | --- | --- | --- | --- | --- | --- | ------ |
| 1 | Veselin Topalov (BUL)   | 2777        | * * | 1 1 | ½ 0 | ½ 1 | ½ ½ | 1 ½ | 17     |
| 2 | Magnus Carlsen (NOR)    | 2775        | 0 0 | * * | 1 1 | ½ 0 | 1 ½ | ½ ½ | 13     |
| 3 | Levon Aronian (ARM)     | 2737        | ½ 1 | 0 0 | * * | 1 ½ | ½ 0 | ½ 1 | 13     |
| 4 | Vassily Ivanchuk (UKR)  | 2781        | ½ 0 | ½ 1 | 0 ½ | * * | ½ 1 | ½ ½ | 12     |
| 5 | Teimour Radjabov (AZE)  | 2744        | ½ ½ | 0 ½ | ½ 1 | ½ 0 | * * | ½ ½ | 10     |
| 6 | Viswanathan Anand (IND) | 2798        | 0 ½ | ½ ½ | ½ 0 | ½ ½ | ½ ½ | * * | 8      |

### Segundo Grand Slam Masters Final (2009)
Vencido por Aronian.
|   | Jogador                  | FIDE Rating | 1   | 2   | 3   | 4   | Pontos |
| - | ------------------------ | ----------- | --- | --- | --- | --- | ------ |
| 1 | Levon Aronian (ARM)      | 2773        | * * | 0 1 | 1 ½ | 1 1 | 13     |
| 2 | Alexander Grischuk (RUS) | 2733        | 1 0 | * * | 0 ½ | 1 ½ | 8      |
| 3 | Sergey Karjakin (UKR)    | 2722        | 0 ½ | 1 ½ | * * | ½ ½ | 7      |
| 4 | Alexei Shirov (ESP)      | 2730        | 0 0 | 0 ½ | ½ ½ | * * | 3      |

### Terceiro Grand Slam Masters Final (2010)
Depois de se classificar em Xangai, Kramnik venceu a disputa. Foi um torneio de categoria 22, o mais forte da história até aquele momento.

Um torneio classificatório, em Xangai, foi vencido por Shirov. Kramnik e Aronian terminaram empatados.
|   | Jogador                | FIDE Rating | 1   | 2   | 3   | 4   | Pontos |
| - | ---------------------- | ----------- | --- | --- | --- | --- | ------ |
| 1 | Alexei Shirov (ESP)    | 2749        | * * | ½ 1 | ½ ½ | 1 1 | 12     |
| 2 | Vladimir Kramnik (RUS) | 2780        | ½ 0 | * * | ½ 1 | ½ ½ | 7      |
| 3 | Levon Aronian (ARM)    | 2783        | ½ ½ | ½ 0 | * * | 1 ½ | 7      |
| 4 | Wang Hao (CHN)         | 2724        | 0 0 | ½ ½ | 0 ½ | * * | 3      |
Partidas de desempate entre Kramnik e Aronian.
|   | Jogador                | FIDE Rating | B1 | B2 | A | Pontos |
| - | ---------------------- | ----------- | -- | -- | - | ------ |
| 1 | Vladimir Kramnik (RUS) | 2780        | 1  | 0  | 1 | 2      |
| 2 | Levon Aronian (ARM)    | 2783        | 0  | 1  | 0 | 1      |
|   | Jogador                 | FIDE Rating | 1   | 2   | 3   | 4   | Pontos |
| - | ----------------------- | ----------- | --- | --- | --- | --- | ------ |
| 1 | Vladimir Kramnik (RUS)  | 2780        | * * | ½ ½ | 1 ½ | 1 ½ | 10     |
| 2 | Viswanathan Anand (IND) | 2800        | ½ ½ | * * | 1 ½ | ½ ½ | 8      |
| 3 | Magnus Carlsen (NOR)    | 2826        | 0 ½ | 0 ½ | * * | ½ 1 | 6      |
| 4 | Alexei Shirov (ESP)     | 2749        | 0 ½ | ½ ½ | ½ 0 | * * | 4      |

### Quarto Grand Slam Masters Final (2011)
Vencido por Carlsen.
|   | Jogador                      | FIDE Rating | 1   | 2   | 3   | 4   | 5   | 6   | Pontos |
| - | ---------------------------- | ----------- | --- | --- | --- | --- | --- | --- | ------ |
| 1 | Magnus Carlsen (NOR)         | 2823        | * * | 1 1 | ½ ½ | ½ ½ | ½ ½ | 0 1 | 15     |
| 2 | Vassily Ivanchuk (UKR)       | 2785        | 0 0 | * * | ½ 1 | 1 ½ | 1 ½ | 1 0 | 15     |
| 3 | Hikaru Nakamura (USA)        | 2753        | ½ ½ | ½ 0 | * * | ½ 1 | ½ ½ | 1 0 | 12     |
| 4 | Levon Aronian (ARM)          | 2809        | ½ ½ | 0 ½ | ½ 0 | * * | ½ 1 | 1 ½ | 12     |
| 5 | Viswanathan Anand (IND)      | 2817        | ½ ½ | 0 ½ | ½ ½ | ½ 0 | * * | 1 1 | 12     |
| 6 | Francisco Vallejo Pons (ESP) | 2716        | 1 0 | 0 1 | 0 1 | 0 ½ | 0 0 | * * | 10     |

### Quinto Grand Slam Masters Final (2012)
Vencido por Carlsen.
|   | Jogador                      | FIDE Rating | 1   | 2   | 3   | 4   | 5   | 6   | Pontos |
| - | ---------------------------- | ----------- | --- | --- | --- | --- | --- | --- | ------ |
| 1 | Magnus Carlsen (NOR)         | 2843        | * * | 0 3 | 1 1 | 1 1 | 1 3 | 3 3 | 17     |
| 2 | Fabiano Caruana (ITA)        | 2773        | 3 0 | * * | 1 3 | 3 1 | 1 1 | 3 1 | 17     |
| 3 | Levon Aronian (ARM)          | 2816        | 1 1 | 1 0 | * * | 3 1 | 1 1 | 1 1 | 11     |
| 4 | Sergey Karjakin (RUS)        | 2778        | 1 1 | 0 1 | 0 1 | * * | 1 1 | 1 3 | 10     |
| 5 | Viswanathan Anand (IND)      | 2780        | 1 0 | 1 1 | 1 1 | 1 1 | * * | 1 1 | 9      |
| 6 | Francisco Vallejo Pons (ESP) | 2697        | 0 0 | 0 1 | 1 1 | 1 0 | 1 1 | * * | 6      |
|   | Jogador               | FIDE Rating | 1 | 2 | Pontos |
| - | --------------------- | ----------- | - | - | ------ |
| 1 | Magnus Carlsen (NOR)  | 2856        | 1 | 1 | 2      |
| 2 | Fabiano Caruana (ITA) | 2718        | 0 | 0 | 0      |

### Sexto Grand Slam Masters Final (2013)
Vencido por Aronian.
|   | Jogador                      | FIDE Rating | 1   | 2   | 3   | 4   | Pontos |
| - | ---------------------------- | ----------- | --- | --- | --- | --- | ------ |
| 1 | Levon Aronian (ARM)          | 2795        | * * | ½ 1 | ½ 1 | ½ ½ | 10     |
| 2 | Michael Adams (ENG)          | 2753        | ½ 0 | * * | 1 1 | ½ ½ | 9      |
| 3 | Maxime Vachier-Lagrave (FRA) | 2742        | ½ 0 | 0 0 | * * | 1 ½ | 5      |
| 4 | Shakhriyar Mamedyarov (AZE)  | 2759        | ½ ½ | ½ ½ | 0 ½ | * * | 5      |

### Sétimo Grand Slam Masters Final (2014)
Vencido por Anand.
|   | Jogador                      | FIDE Rating | 1   | 2   | 3   | 4   | Pontos |
| - | ---------------------------- | ----------- | --- | --- | --- | --- | ------ |
| 1 | Viswanathan Anand (IND)      | 2785        | * * | ½ 0 | 1 1 | 1 ½ | 11     |
| 2 | Levon Aronian (ARM)          | 2804        | ½ 1 | * * | ½ ½ | 1 ½ | 10     |
| 3 | Francisco Vallejo Pons (ESP) | 2712        | 0 0 | ½ ½ | * * | 0 1 | 5      |
| 4 | Ruslan Ponomariov (UKR)      | 2717        | 0 ½ | 0 ½ | 1 0 | * * | 5      |

### Oitavo Grand Slam Masters Final (2015)
Vencido por Wesley So.
|   | Jogador                 | FIDE Rating | 1   | 2   | 3   | 4   | Pontos |
| - | ----------------------- | ----------- | --- | --- | --- | --- | ------ |
| 1 | Wesley So (USA)         | 2760        | ½ ½ | * * | ½ ½ | 1 ½ | 8      |
| 2 | Anish Giri (NED)        | 2798        | * * | ½ ½ | ½ 1 | ½ ½ | 8      |
| 3 | Viswanathan Anand (IND) | 2803        | ½ ½ | ½ 0 | * * | ½ ½ | 5      |
| 4 | Ding Liren (CHN)        | 2782        | 0 ½ | ½ ½ | ½ ½ | * * | 5      |
|   | Jogador          | FIDE Rating | 1 | 2 | Pontos |
| - | ---------------- | ----------- | - | - | ------ |
| 1 | Wesley So (USA)  | 2760        | 1 | ½ | 4      |
| 2 | Anish Giri (NED) | 2798        | 0 | ½ | 1      |

### Nono Grand Slam Masters Final (2016)
Magnus Carsen venceu pela terceira vez com uma rodada de antecedência.
|   | Jogador               | FIDE Rating | 1   | 2   | 3   | 4   | 5   | 6   | Pontos | Wins | Colocação |
| - | --------------------- | ----------- | --- | --- | --- | --- | --- | --- | ------ | ---- | --------- |
| 1 | Magnus Carlsen (NOR)  | 2855        | * * | 0 1 | 1 3 | 3 1 | 3 1 | 3 1 | 17     | 4    | 1º        |
| 2 | Hikaru Nakamura (USA) | 2787        | 3 1 | * * | 1 1 | 1 1 | 1 1 | 1 1 | 12     | 1    | 2º        |
| 3 | Anish Giri (NED)      | 2782        | 1 0 | 1 1 | * * | 1 1 | 1 0 | 1 0 | 7      | 0    | 6º        |
| 4 | Sergey Karjakin (RUS) | 2774        | 0 1 | 1 1 | 1 1 | * * | 1 1 | 1 1 | 9      | 0    | 5º        |
| 5 | Wesley So (USA)       | 2770        | 0 1 | 1 1 | 1 3 | 1 1 | * * | 1 1 | 11     | 1    | 4º        |
| 6 | Wei Yi (CHN)          | 2694        | 0 1 | 1 1 | 1 3 | 1 1 | 1 1 | * * | 11     | 1    | 3º        |